# Beffes
Beffes település Franciaországban, Cher megyében. Lakosainak száma 598 fő (2022. január 1.). Beffes Jussy-le-Chaudrier, Marseilles-lès-Aubigny, Saint-Léger-le-Petit, Germigny-sur-Loire és Tronsanges községekkel határos.

## Népesség
A település népessége az elmúlt években az alábbi módon változott:
| Lakosok száma | 637  | 662  | 644  | 681  | 673  | 658  | 641  | 617  | 610  | 598  |
|               | 1968 | 1982 | 1990 | 2006 | 2013 | 2015 | 2017 | 2019 | 2020 | 2022 |